# Concórdia AC
Concórdia AC is een Braziliaanse voetbalclub uit Concórdia, in de staat Santa Catarina.

## Geschiedenis
De club werd opgericht in 2005 en begon in de Série C, de derde klasse van het Campeonato Catarinense. De club kon nooit aanspraak maken op promotie, maar door een competitie-uitbreiding van de Série B in 2008. In de Série B bereikte de club telkens de tweede ronde dat jaar. In 2010 promoveerde de club voor het eerst naar de hoogste klasse. De club werd daar laatste, maar versierde via de Copa Santa Catarina wel een plaats in de nationale Série D 2012, maar werd daar laatste in de groepsfase. In 2017 werd de club kampioen van de Série B en keerde terug naar de hoogste klasse, maar werd ook nu laatste. In 2020 keerde de club terug naar de hoogste klasse. In 2024 wonnen ze met de staatsbeker een eerste prijs. 

## Erelijst
Copa Santa Catarina
2024